# Standard Ten
La 10 hp, o Ten, è stata un'autovettura prodotta dalla Standard nel 1906, dal 1934 al 1940, e dal 1954 al 1960.

## Il contesto
Il primo modello con questo nome comparve nel 1906. Questa prima 10 hp possedeva un motore bicilindrico da 631 cm³ a valvole laterali. Il nome 10 hp fu nuovamente utilizzato dalla Standard per un modello prodotto dal 1934 al 1940, ed ancora per la "Flying 10", che fu assemblata dal 1937 al 1940. Il nome, originariamente, era collegato ai cavalli fiscali, e non alla potenza erogata dal motore espressa in cavalli vapore. Il nome Ten fu poi utilizzato dalla Standard per un modello che fu prodotto dal 1954 al 1960.

## La prima 10 hp (1906)
La prima 10 hp fu introdotta e prodotta solo nel 1906. All'epoca, era la più piccola vettura offerta dalla Standard. Possedeva un motore bicilindrico in linea da 631 cm³ a valvole laterali. La carrozzeria era torpedo.

## La seconda 10 hp (1934–1936)
Nel 1934 comparve un nuovo modello di nome 10 hp. Possedeva un motore in linea a quattro cilindri a valvole laterali da 1.343 cm³ di cilindrata.
Questa nuova 10 hp era disponibile con due telai, che differivano dal passo, cioè 2.311 mm e 3.048 mm. Il modello era offerto con due carrozzerie, torpedo due/quattro porte e berlina due/quattro porte.
La vettura poteva raggiungere i 94 km/h di velocità massima.

## La Flying Ten (1937–1940)
La Flying Ten fu la sostituta della 10 hp. Possedeva una linea aerodinamica che era comune con le altre Standard Flying. Era installato un motore in linea a quattro cilindri a valvole laterali da 1.343 cm³ di cilindrata. Questo propulsore era a corsa lunga (100 mm), e la potenza erogata era di 33 CV a 4.000 giri al minuto. Era installato un singolo carburatore Zenith. L'unica carrozzeria disponibile fu berlina due porte.
Il cambio era sincronizzato a tre rapporti, e la trazione era posteriore. All'inizio le sospensioni erano convenzionali, dato che all'avantreno era presente un assale rigido. Nel 1939 furono però installate delle sospensioni indipendenti con balestra trasversale. La velocità massima raggiunta dal veicolo era di 105 km/h. I freni erano Bendix. Nel tardo 1941, quando la produzione civile si interruppe a causa dello scoppio della seconda guerra mondiale, vennero prodotti 150 esemplari quattro porte per uso militare.
Venne anche commercializzata una versione sportiva, la Light Flying Ten.

## La Ten (1954–1960)
Nel 1954 la Ten fu introdotta come versione più grande della Standard Eight. La Ten possedeva un telaio ed un cambio che erano simili quelli del modello citato. Dal marzo 1957 furono disponibili, come optional, l'overdrive ed il cambio semiautomatico. Il cambio offerto di serie era manuale a quattro rapporti. Nel 1955 venne lanciata sul mercato la versione familiare, la Companion. Essa fu tra le prime familiari britanniche ad avere le portiere anche per i passeggeri posteriori, e per questo si differenziava con le rivali, come la Ford Squire e la Hillman Husky, che di portiere ne avevano solo due.
Un piccolo numero di esemplari con guida a sinistra venne esportato come Triumph TR-10. Su alcuni di questi, fu disponibile anche la verniciatura a due colori. Questi modelli da esportazione non possedevano le pinne posteriori.
Una Ten berlina fu provata dalla rivista The Motor nel 1954. Vennero registrate una velocità massima di 111 km/h ed un'accelerazione da 0 a 97 km/h di 38,3 secondi. Il consumo di carburante fu di 8,21 L/100 km. Il modello utilizzato nel test costava 580 sterline incluse le tasse.
Assemblata sia nel Regno Unito che in Australia, la Ten possedeva un motore a valvole in testa da 948 cm³ di cilindrata. Il modello era disponibile anche in versione pick-up due porte.
Nel 1955 la Standard preparò un esemplare Ten da competizione, che vinse il Rally di Gran Bretagna guidato da Jimmy Ray e Brian Horrocks.
Negli Stati Uniti la Ten è stata venduta come Triumph Ten, ed in Scandinavia come Standard Vanguard Junior. In Australia la Ten è invece conosciuta come Cadet.

## La Pennant (1957–1960)
Una versione della Ten con pinne nel retrotreno ed una verniciatura a due colori, la Standard Pennant, fu lanciata nel 1957. La potenza del motore a quattro cilindri in linea da 948 cm³ di cilindrata, fu aumentata a 37 CV, e l'overdrive per il cambio manuale a quattro rapporti venne offerto come optional. Altri optional furono la radio, l'impianto di riscaldamento e gli interni in pelle. In India la Pennant fu commercializzata con il nome di "Standard 10".
La Pennant fu provata dalla rivista The Motor nel 1958. Durante il test vennero registrate una velocità massima di 113 km/h ed un'accelerazione da 0 a 97 km/h di 35,3 secondi. Il consumo di carburante era di 7,03 L/100 km. Il modello utilizzato nel test costava 728 sterline incluse le tasse di 243 sterline.